# Baloncesto en los Juegos de los Pequeños Estados de Europa de 2007
El torneo de baloncesto en los Juegos de los Pequeños Estados de Europa de 2007 se llevó a cabo del 5 al 9 de junio de 2007 en Mónaco.
El ganador del torneo fue la selección de Islandia que terminó invicto seguido de Luxemburgo y San Marino.

## Equipos participantes
| Andorra Chipre | Islandia Luxemburgo | Mónaco San Marino |

## Árbitros
Athos Christodoulou

 Christodoulou Chrysantos

 Santos Pampos

 Chantal Julien

 David Chambon

 Sigmundur Herbertson

 Michel Patrick Glod

 Gianluigi Giancecchi

 Eric Bertrand

## Ronda Final
|                   | Equipo     | Pts | PG | PP | PF  | PC  | Dif |
| ----------------- | ---------- | --- | -- | -- | --- | --- | --- |
| Medalla de oro    | Islandia   | 10  | 5  | 0  | 366 | 273 | 93  |
| Medalla de plata  | Luxemburgo | 9   | 4  | 1  | 391 | 374 | 17  |
| Medalla de bronce | San Marino | 7   | 2  | 3  | 393 | 430 | −37 |
| 4                 | Andorra    | 6   | 1  | 4  | 371 | 455 | −84 |
| 5                 | Mónaco     | 5   | 0  | 5  | 337 | 404 | −67 |
| 6                 | Chipre¹    | 8   | 3  | 2  | 370 | 292 | 78  |

¹ Chipre fue descalificado del torneo.

### Día 1
| 5 de junio, 15:30                     | Andorra                               | 65-94                                 | Islandia |  |
| Reporte                               |                                       |                                       | |  |
| Parciales: 16-26, 26-21, 12-24, 11-23 | Parciales: 16-26, 26-21, 12-24, 11-23 | Parciales: 16-26, 26-21, 12-24, 11-23 | Salle Gaston Medecin, Mónaco Árbitro(s): David Chambon, Michel Patrick Glod, Santos Pampos Asistencia: 150 espectadores |  |
| Galera Ruz 12                         | Pts                                   | 17 Birmingham                         | Salle Gaston Medecin, Mónaco Árbitro(s): David Chambon, Michel Patrick Glod, Santos Pampos Asistencia: 150 espectadores |  |
| De Oliveira 7                         | Rebs                                  | 9 Stefansson                          | Salle Gaston Medecin, Mónaco Árbitro(s): David Chambon, Michel Patrick Glod, Santos Pampos Asistencia: 150 espectadores |  |
| Fernandez 2                           | Asists                                | 3 Magnusson                           | Salle Gaston Medecin, Mónaco Árbitro(s): David Chambon, Michel Patrick Glod, Santos Pampos Asistencia: 150 espectadores |  |

| 5 de junio, 18:00                     | Luxemburgo                            | 81-70                                 | San Marino |  |
| Reporte                               |                                       |                                       | |  |
| Parciales: 20-23, 23-19, 25-14, 23-14 | Parciales: 20-23, 23-19, 25-14, 23-14 | Parciales: 20-23, 23-19, 25-14, 23-14 | Salle Gaston Medecin, Mónaco Árbitro(s): Chantal Julien, Athos Christodoulou, Pampos Santos Asistencia: 50 espectadores |  |
| Smith 41                              | Pts                                   | 30 Raschi                             | Salle Gaston Medecin, Mónaco Árbitro(s): Chantal Julien, Athos Christodoulou, Pampos Santos Asistencia: 50 espectadores |  |
| Smith 11                              | Rebs                                  | 8 Raschi                              | Salle Gaston Medecin, Mónaco Árbitro(s): Chantal Julien, Athos Christodoulou, Pampos Santos Asistencia: 50 espectadores |  |
| Schumacher 2                          | Asists                                | 3 Raschi                              | Salle Gaston Medecin, Mónaco Árbitro(s): Chantal Julien, Athos Christodoulou, Pampos Santos Asistencia: 50 espectadores |  |

| 5 de junio, 20:30                     | Mónaco                                | 77-95                                 | Chipre                                                         |  |
| Reporte                               |                                       |                                       |                                                                |  |
| Parciales: 23-19, 20-25, 15-29, 19-22 | Parciales: 23-19, 20-25, 15-29, 19-22 | Parciales: 23-19, 20-25, 15-29, 19-22 | Salle Gaston Medecin, Mónaco Árbitro(s): Bertrand , Herbertson |  |
| Mailleux 17                           | Pts                                   | 17 Trisokkas                          | Salle Gaston Medecin, Mónaco Árbitro(s): Bertrand , Herbertson |  |
| Sow 8                                 | Rebs                                  | 10 Trisokkas                          | Salle Gaston Medecin, Mónaco Árbitro(s): Bertrand , Herbertson |  |
| Planteau 3                            | Asists                                | 3 Kounounis                           | Salle Gaston Medecin, Mónaco Árbitro(s): Bertrand , Herbertson |  |

### Día 2
| 6 de junio, 15:30                     | Chipre                                | 97-56                                 | Andorra |  |
| Reporte                               |                                       |                                       | |  |
| Parciales: 22-16, 22-15, 27-10, 26-15 | Parciales: 22-16, 22-15, 27-10, 26-15 | Parciales: 22-16, 22-15, 27-10, 26-15 | Salle Gaston Medecin, Mónaco Árbitro(s): Chantal Julien, Gianluigi Giancecchi, Sigmundur Herbertsson Asistencia: 100 espectadores |  |
| Yiannas 16                            | Pts                                   | 14 Galera Ruz                         | Salle Gaston Medecin, Mónaco Árbitro(s): Chantal Julien, Gianluigi Giancecchi, Sigmundur Herbertsson Asistencia: 100 espectadores |  |
| Pantouris 6                           | Rebs                                  | 8 De Oliveira                         | Salle Gaston Medecin, Mónaco Árbitro(s): Chantal Julien, Gianluigi Giancecchi, Sigmundur Herbertsson Asistencia: 100 espectadores |  |
| Yiannas 4                             | Asists                                | 2 De Oliveira                         | Salle Gaston Medecin, Mónaco Árbitro(s): Chantal Julien, Gianluigi Giancecchi, Sigmundur Herbertsson Asistencia: 100 espectadores |  |

| 6 de junio, 18:00                     | Islandia                              | 92-62                                 | Luxemburgo |  |
| Reporte                               |                                       |                                       | |  |
| Parciales: 30-13, 20-18, 23-12, 19-19 | Parciales: 30-13, 20-18, 23-12, 19-19 | Parciales: 30-13, 20-18, 23-12, 19-19 | Salle Gaston Medecin, Mónaco Árbitro(s): Eric Bertrand, Chrysanthos Christodoulou, Santos Charalombos Asistencia: 122 espectadores |  |
| Gunnarsson 21                         | Pts                                   | 15 Jeitz                              | Salle Gaston Medecin, Mónaco Árbitro(s): Eric Bertrand, Chrysanthos Christodoulou, Santos Charalombos Asistencia: 122 espectadores |  |
| Vilbergsson 6                         | Rebs                                  | 6 Rajniak                             | Salle Gaston Medecin, Mónaco Árbitro(s): Eric Bertrand, Chrysanthos Christodoulou, Santos Charalombos Asistencia: 122 espectadores |  |
| Magnusson 2                           | Asists                                | 2 Schumacher                          | Salle Gaston Medecin, Mónaco Árbitro(s): Eric Bertrand, Chrysanthos Christodoulou, Santos Charalombos Asistencia: 122 espectadores |  |

| 6 de junio, 20:30                    | San Marino                           | 64-57                                | Mónaco                                                                                     |  |
| Reporte                              |                                      |                                      |                                                                                            |  |
| Parciales: 18-6, 17-16, 14-15, 15-20 | Parciales: 18-6, 17-16, 14-15, 15-20 | Parciales: 18-6, 17-16, 14-15, 15-20 | Salle Gaston Medecin, Mónaco Árbitro(s): David Chambon, Michel Patrick Glod, Santos Pampos |  |
| Tassinari 14                         | Pts                                  | 23 Sow                               | Salle Gaston Medecin, Mónaco Árbitro(s): David Chambon, Michel Patrick Glod, Santos Pampos |  |
| Bottiroli 9                          | Rebs                                 | 16 Sow                               | Salle Gaston Medecin, Mónaco Árbitro(s): David Chambon, Michel Patrick Glod, Santos Pampos |  |
| Tentoni 1                            | Asists                               | 4 Planteau                           | Salle Gaston Medecin, Mónaco Árbitro(s): David Chambon, Michel Patrick Glod, Santos Pampos |  |

### Día 3
| 7 de junio, 15:30                     | Luxemburgo                            | 88-60                                 | Andorra |  |
| Reporte                               |                                       |                                       | |  |
| Parciales: 27-19, 26-13, 13-13, 22-15 | Parciales: 27-19, 26-13, 13-13, 22-15 | Parciales: 27-19, 26-13, 13-13, 22-15 | Salle Gaston Medecin, Mónaco Árbitro(s): Chantal Julien, Santos Pampos, Christodoulou Chrysantos Asistencia: 80 espectadores |  |
| Smith 20                              | Pts                                   | 19 Galera Ruz                         | Salle Gaston Medecin, Mónaco Árbitro(s): Chantal Julien, Santos Pampos, Christodoulou Chrysantos Asistencia: 80 espectadores |  |
| Smith 6                               | Rebs                                  | 6 De Oliveira                         | Salle Gaston Medecin, Mónaco Árbitro(s): Chantal Julien, Santos Pampos, Christodoulou Chrysantos Asistencia: 80 espectadores |  |
| Smith 2                               | Asists                                | 1 Baltanas                            | Salle Gaston Medecin, Mónaco Árbitro(s): Chantal Julien, Santos Pampos, Christodoulou Chrysantos Asistencia: 80 espectadores |  |

| 7 de junio, 18:00                     | San Marino                            | 71-95                                 | Chipre |  |
| Reporte                               |                                       |                                       | |  |
| Parciales: 16-29, 19-18, 17-24, 19-24 | Parciales: 16-29, 19-18, 17-24, 19-24 | Parciales: 16-29, 19-18, 17-24, 19-24 | Salle Gaston Medecin, Mónaco Árbitro(s): David Chambom, Sigmundur Herbertsson, Michel Patrick Glod Asistencia: 50 espectadores |  |
| Raschi 20                             | Pts                                   | 21 Pantouris                          | Salle Gaston Medecin, Mónaco Árbitro(s): David Chambom, Sigmundur Herbertsson, Michel Patrick Glod Asistencia: 50 espectadores |  |
| Bottiroli 7                           | Rebs                                  | 9 Pantouris                           | Salle Gaston Medecin, Mónaco Árbitro(s): David Chambom, Sigmundur Herbertsson, Michel Patrick Glod Asistencia: 50 espectadores |  |
| Raschi 4                              | Asists                                | 5 Koronides                           | Salle Gaston Medecin, Mónaco Árbitro(s): David Chambom, Sigmundur Herbertsson, Michel Patrick Glod Asistencia: 50 espectadores |  |

| 7 de junio, 20:30                     | Mónaco                                | 65-86                                 | Islandia |  |
| Reporte                               |                                       |                                       | |  |
| Parciales: 17-29, 14-16, 21-20, 13-21 | Parciales: 17-29, 14-16, 21-20, 13-21 | Parciales: 17-29, 14-16, 21-20, 13-21 | Salle Gaston Medecin, Mónaco Árbitro(s): Eric Bertrand, Gianluigi Giancecchi, Michel Patrick Glod Asistencia: 163 espectadores |  |
| Phan-Dong 16                          | Pts                                   | 19 Birmingham                         | Salle Gaston Medecin, Mónaco Árbitro(s): Eric Bertrand, Gianluigi Giancecchi, Michel Patrick Glod Asistencia: 163 espectadores |  |
| Sow 8                                 | Rebs                                  | 9 Stefasson                           | Salle Gaston Medecin, Mónaco Árbitro(s): Eric Bertrand, Gianluigi Giancecchi, Michel Patrick Glod Asistencia: 163 espectadores |  |
| Phan-Dong 4                           | Asists                                | 2 Vilhjalmsson                        | Salle Gaston Medecin, Mónaco Árbitro(s): Eric Bertrand, Gianluigi Giancecchi, Michel Patrick Glod Asistencia: 163 espectadores |  |

### Día 4
| 8 de junio | Chipre                       | 83-86 | Luxemburgo |  |
|            | Salle Gaston Medecin, Mónaco |       |            |  |

| 8 de junio | Islandia                     | 92-81 | San Marino |  |
|            | Salle Gaston Medecin, Mónaco |       |            |  |

| 8 de junio | Andorra                      | 85-69 | Mónaco |  |
|            | Salle Gaston Medecin, Mónaco |       |        |  |

### Día 5
| 9 de junio | San Marino                   | 107-105 | Andorra |  |
|            | Salle Gaston Medecin, Mónaco |         |         |  |

| 9 de junio | Mónaco                       | 69-74 | Luxemburgo |  |
|            | Salle Gaston Medecin, Mónaco |       |            |  |

| 9 de junio | Islandia                     | 72-78¹ | Chipre |  |
|            | Salle Gaston Medecin, Mónaco |        |        |  |

¹ Chipre fue descalificado del torneo, por lo que el juego fue ganado por Islandia 2-0.